# Трейл (Британська Колумбія)
Трейл (англ. Trail) — місто в Канаді, у провінції Британська Колумбія, у складі регіонального округу Кутеней-Баундері.

## Населення
За даними перепису 2016 року, місто нараховувало 7709 осіб, показавши зростання на 0,4%, порівняно з 2011-м роком. Середня густина населення становила 220,7 осіб/км².
З офіційних мов обидвома одночасно володіли 185 жителів, тільки англійською — 7 270, тільки французькою — 5, а 15 — жодною з них. Усього 605 осіб вважали рідною мовою не одну з офіційних, з них 10 — одну з корінних мов.
Працездатне населення становило 52,7% усього населення, рівень безробіття — 9,7% (10,6% серед чоловіків та 8,8% серед жінок). 90,7% осіб були найманими працівниками, а 6,6% — самозайнятими.
Середній дохід на особу становив $42 121 (медіана $32 163), при цьому для чоловіків — $53 184, а для жінок $31 357 (медіани — $41 872 та $25 403 відповідно).
28,8% мешканців мали закінчену шкільну освіту, не мали закінченої шкільної освіти — 20,3%, 50,9% мали післяшкільну освіту, з яких 21% мали диплом бакалавра, або вищий, 25 осіб мали вчений ступінь.
| Статево-вікова структура населення | Статево-вікова структура населення | Статево-вікова структура населення | Статево-вікова структура населення | Статево-вікова структура населення |
| ---------------------------------- | ---------------------------------- | ---------------------------------- | ---------------------------------- | ---------------------------------- |
|                                    |                                    |                                    |                                    |                                    |
| Всього                             | Всього                             | 48,1%51,9%                         |                                    |                                    |
| 0 — 14 років                       | 0 — 14 років                       |                                    | 13,8%                              | 13,8%                              |
| 15 — 64 років                      | 15 — 64 років                      |                                    | 59,5%                              | 59,5%                              |
| 65 і більше                        | 65 і більше                        |                                    | 26,7%                              | 26,7%                              |
| 85 і більше                        | 85 і більше                        |                                    | 5,1%                               | 5,1%                               |
| 100 і більше                       | 100 і більше                       |                                    | 0,1%                               | 0,1%                               |
| Середній вік (років)               | Середній вік (років)               | 45,248,8                           | 47,1                               | 47,1                               |
| Медіана (років)                    | Медіана (років)                    | 47,852,6                           | 50,6                               | 50,6                               |
| — чоловіки — жінки                 |                                    |                                    |                                    |                                    |

| Походження мешканців:     | Походження мешканців:     | Походження мешканців: | Походження мешканців: | Походження мешканців: |
| ------------------------- | ------------------------- | --------------------- | --------------------- | --------------------- |
| Походження                |                           |                       | осіб                  | %                     |
| Корінні американці        | Корінні американці        |                       | 720                   | 9.71%                 |
| Інше північноамериканське | Інше північноамериканське |                       | 1 975                 | 26.64%                |
| Європейське               | Європейське               |                       | 6 360                 | 85.77%                |
| британське                | британське                |                       | 4 395                 | 59.27%                |
| французьке                | французьке                |                       | 955                   | 12.88%                |
| українське                | українське                |                       | 450                   | 6.07%                 |
| Латинськоамериканське     | Латинськоамериканське     |                       | 40                    | 0.54%                 |
| Карибське                 | Карибське                 |                       | 40                    | 0.54%                 |
| Африканське               | Африканське               |                       | 20                    | 0.27%                 |
| Азійське                  | Азійське                  |                       | 260                   | 3.51%                 |
| Океанійське               | Океанійське               |                       | 40                    | 0.54%                 |

| Зайнятість населення за галузями (за класифікацією NOC): | Зайнятість населення за галузями (за класифікацією NOC): | Зайнятість населення за галузями (за класифікацією NOC): | Зайнятість населення за галузями (за класифікацією NOC): | Зайнятість населення за галузями (за класифікацією NOC): |
| -------------------------------------------------------- | -------------------------------------------------------- | -------------------------------------------------------- | -------------------------------------------------------- | -------------------------------------------------------- |
|                                                          |                                                          |                                                          |                                                          |                                                          |
| Управління                                               | Управління                                               |                                                          | 8,9%                                                     | 8,9%                                                     |
| Бізнес, фінанси та адміністрування                       | Бізнес, фінанси та адміністрування                       |                                                          | 12,3%                                                    | 12,3%                                                    |
| Природничі та прикладні науки                            | Природничі та прикладні науки                            |                                                          | 6%                                                       | 6%                                                       |
| Охорона здоров'я                                         | Охорона здоров'я                                         |                                                          | 8,3%                                                     | 8,3%                                                     |
| Освіта, правозахист, муніципальні та урядові служби      | Освіта, правозахист, муніципальні та урядові служби      |                                                          | 9%                                                       | 9%                                                       |
| Мистецтво, культура, відпочинок та спорт                 | Мистецтво, культура, відпочинок та спорт                 |                                                          | 1,5%                                                     | 1,5%                                                     |
| Роздрібна торгівля та послуги                            | Роздрібна торгівля та послуги                            |                                                          | 27,5%                                                    | 27,5%                                                    |
| Гуртова торгівля, транспорт та обладнання                | Гуртова торгівля, транспорт та обладнання                |                                                          | 17%                                                      | 17%                                                      |
| Природні ресурси, сільське господарство                  | Природні ресурси, сільське господарство                  |                                                          | 2,8%                                                     | 2,8%                                                     |
| Виробництво                                              | Виробництво                                              |                                                          | 6,9%                                                     | 6,9%                                                     |

## Клімат
Середня річна температура становить 7,8°C, середня максимальна – 23,3°C, а середня мінімальна – -10,8°C. Середня річна кількість опадів – 657 мм.
| Клімат поселення                              | Клімат поселення | Клімат поселення | Клімат поселення | Клімат поселення | Клімат поселення | Клімат поселення | Клімат поселення | Клімат поселення | Клімат поселення | Клімат поселення | Клімат поселення | Клімат поселення | Клімат поселення |
| Показник                                      | Січ.             | Лют.             | Бер.             | Квіт.            | Трав.            | Черв.            | Лип.             | Серп.            | Вер.             | Жовт.            | Лист.            | Груд.            |                  |
| Середній максимум, °C                         | 3,47             | 6,40             | 10,46            | 15,12            | 19,64            | 23,25            | 22,29            | 22,18            | 16,96            | 10,52            | 4,39             | 0,21             |                  |
| Середня температура, °C                       | −3,67            | −0,74            | 3,31             | 7,98             | 12,50            | 16,10            | 19,20            | 19,08            | 13,87            | 7,44             | 1,31             | −2,86            |                  |
| Середній мінімум, °C                          | −10,82           | −7,89            | −3,83            | 0,84             | 5,35             | 8,96             | 16,12            | 16,01            | 10,79            | 4,36             | −1,77            | −5,94            |                  |
| Норма опадів, мм                              | 65               | 48               | 54               | 49               | 64               | 67               | 43               | 36               | 37               | 44               | 74               | 76               |                  |
| Середньомісячна швидкість вітру, м/с          | 2.28             | 2.21             | 2.43             | 2.69             | 2.61             | 2.53             | 2.44             | 2.38             | 2.21             | 2.20             | 2.28             | 2.27             |                  |
| Середньомісячна сонячна радіація, кДж/м²·день | 3519             | 6967             | 11566            | 16617            | 20431            | 22159            | 23937            | 20605            | 14727            | 8597             | 4032             | 2823             |                  |
| --------------------------------------------- | ---------------- | ---------------- | ---------------- | ---------------- | ---------------- | ---------------- | ---------------- | ---------------- | ---------------- | ---------------- | ---------------- | ---------------- | ---------------- |
| Джерело:                                      |                  |                  |                  |                  |                  |                  |                  |                  |                  |                  |                  |                  |                  |